# Lista de turnês femininas de maior bilheteria

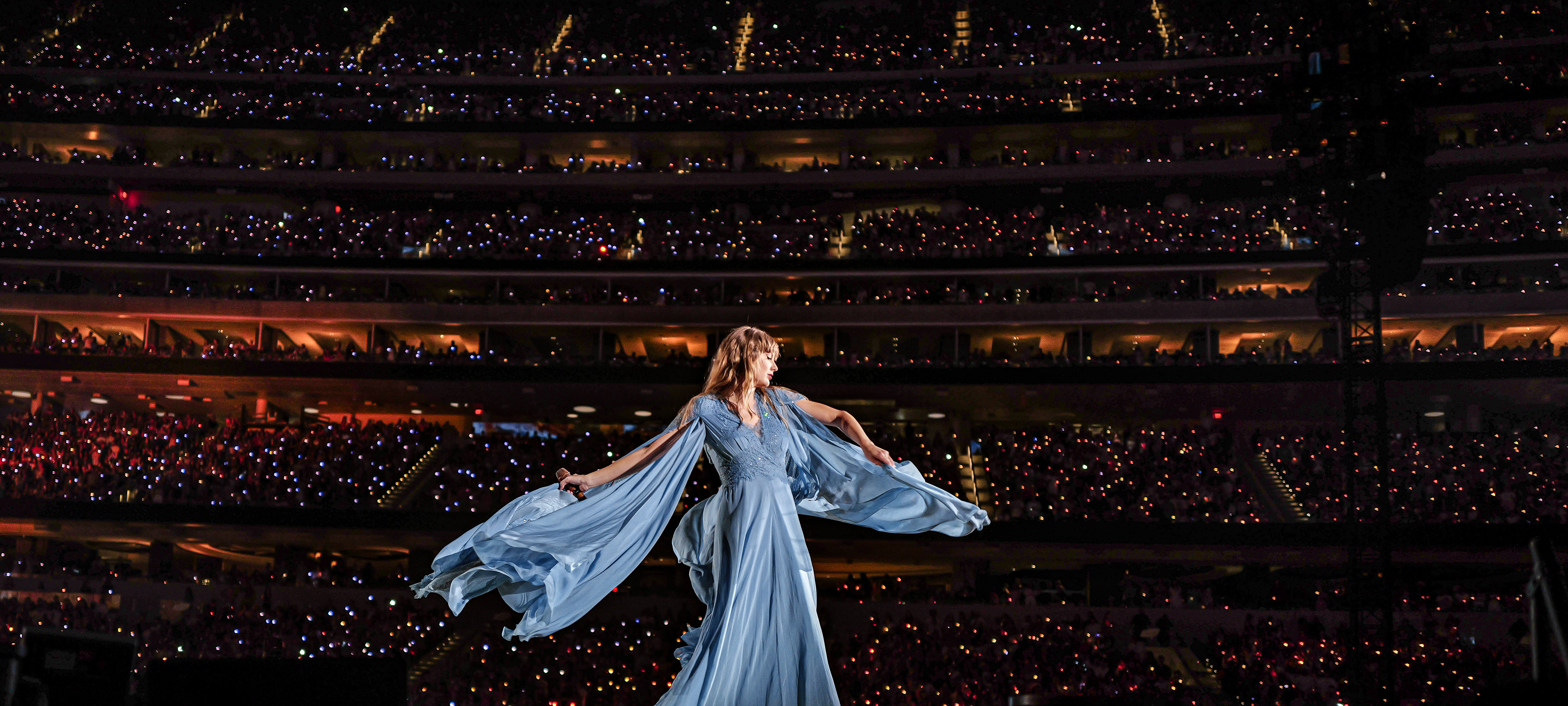
Taylor Swift durante a The Eras Tour, a turnê mais rentável da história.

Esta é a lista de turnês femininas de maior bilheteria, sejam elas solistas ou girl band, organizadas em termos gerais e por década. Os dados apresentados são amplamente baseados em números fornecidos por duas das principais publicações especializadas no mercado de entretenimento, a Billboard e a Pollstar. Essas fontes fornecem regularmente informações oficiais sobre a receita de concertos realizados em todo o mundo. No entanto, é importante notar que ambas apresentam divergências em seus dados. A Pollstar, por exemplo, só começou a divulgar os lucros de eventos realizados fora dos Estados Unidos a partir do final dos anos 2000.
A indústria de turnês tem sido amplamente dominada por cantoras de música pop, como Madonna, P!nk, Beyoncé e Taylor Swift. Tais artistas também figuraram na lista de turnês musicais de maior bilheteria. Por outro lado, Tina Turner destacou-se com a alta arrecadação de suas digressões, além dos girl groups Spice Girls e Blackpink. Turner e Celine Dion foram pioneiras ao arrecadar mais de US$ 100 milhões em uma única turnê, redefinindo o sucesso de cantoras na música ao vivo.
A The Eras Tour de Taylor Swift é a turnê de maior bilheteria da história, arrecadando US$ 2,07 bilhão em 147 concertos. Apesar de não ter seus dados divulgados à Billboard. Previamente, de acordo com a mesma revista, turnês como Twenty Four Seven Tour (entre 2000 e 2003) de Tina Turner, Living Proof: The Farewell Tour (entre 2003 e 2006) de Cher, Confessions Tour (entre 2006 e 2008) e Sticky & Sweet Tour (entre 2008 e 2023) de Madonna detiveram o título de maior bilheteria feminina de todos os tempos.

## Turnês de maior bilheteria por solistas
| † | Turnê em curso      |
| ‡ | Recordista anterior |

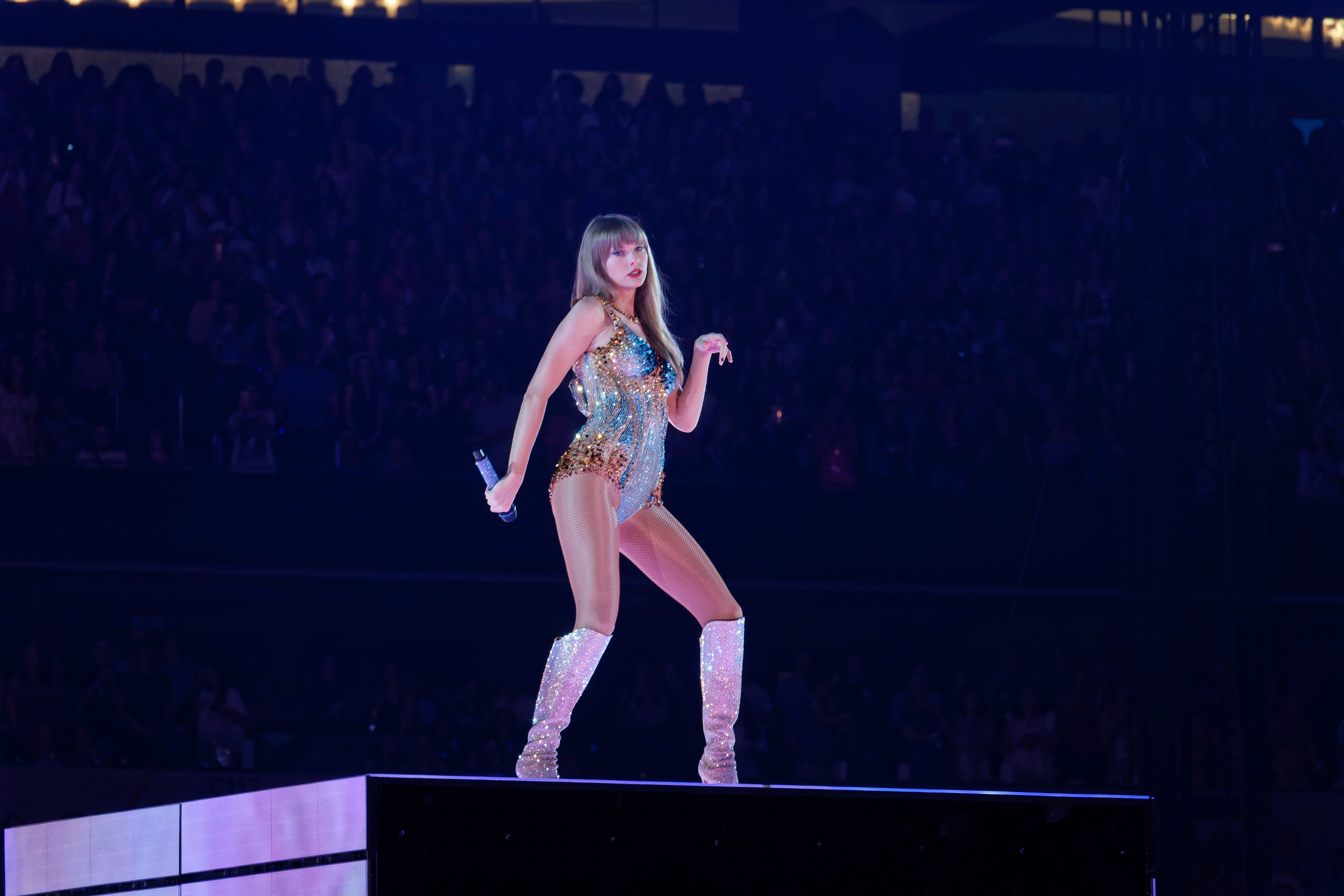
Taylor Swift durante a Eras Tour
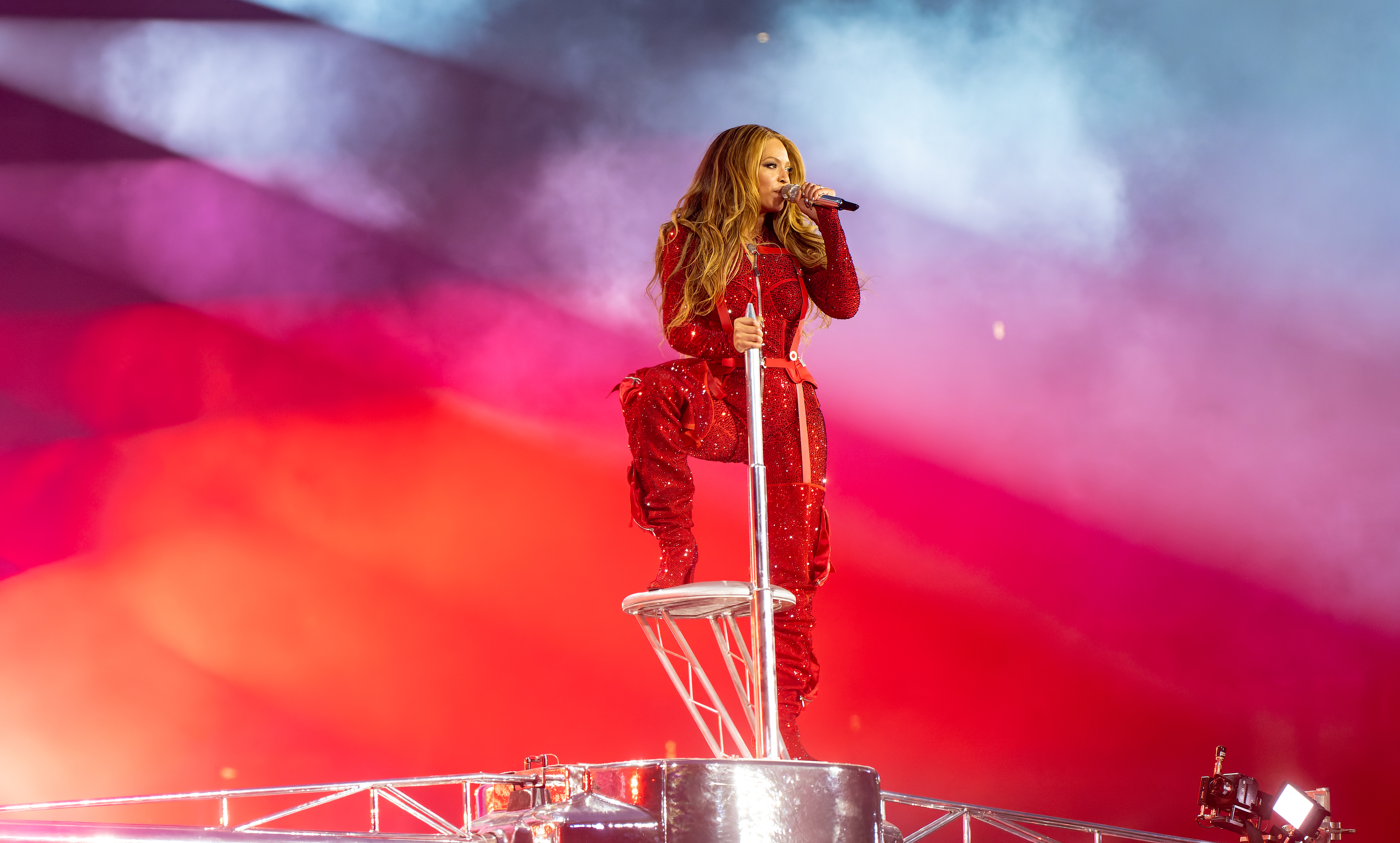
Beyoncé durante a Renaissance World Tour
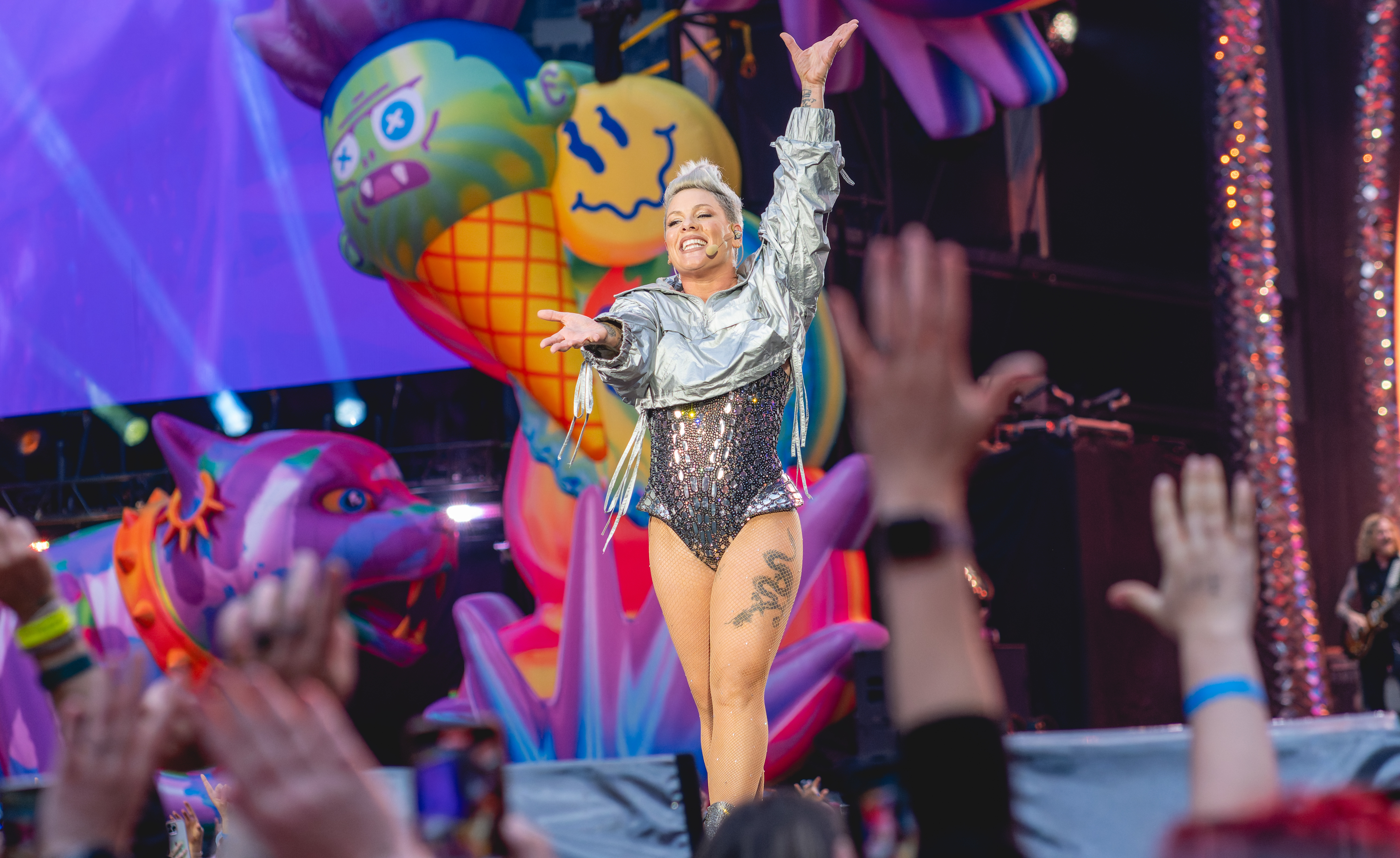
Pink durante a Summer Carnival

| N.º | Receita (em US$) | Artista      | Turnê                             | Ano(s)     | N.º de concertos | Arrecadação média (em US$) | Ref.          |
| --- | ---------------- | ------------ | --------------------------------- | ---------- | ---------------- | -------------------------- | ------------- |
| 1   | 2 077 618 725    | Taylor Swift | The Eras Tour                     | 2023–2024  | 149              | 13 943 750                 | [ 1 ]         |
| 2   | 584 700 000      | Pink         | Summer Carnival                   | 2023–2024  | 97               | 6 027 835                  | [ 3 ]         |
| 3   | 579 800 000      | Beyoncé      | Renaissance World Tour ‡          | 2023       | 56               | 10 353 571                 | [ 5 ]         |
| 4   | 424 000 000      | G.E.M.       | I Am Gloria World Tour †          | 2023- 2025 | 86               | 4 930 233                  | [ 6 ]         |
| 5   | 411 000 000      | Madonna      | Sticky & Sweet Tour ‡             | 2008–2009  | 85               | 4 835 294                  | [ 8 ]         |
| 6   | 424 000 000      | Beyoncé      | Cowboy Carter Tour                | 2025       | 32               | 12 737 500                 | [ 4 ]         |
| 7   | 397 300 000      | Pink         | Beautiful Trauma World Tour       | 2018–2019  | 156              | 2 546 795                  | [ 9 ]         |
| 8   | 345 675 146      | Taylor Swift | Reputation Stadium Tour           | 2018       | 53               | 6 522 173                  | [ 10 ]        |
| 9   | 341 096 360      | G.E.M.       | I Am Gloria World Tour            | 2023–2025  | 80               | 4 263 705                  | [ 11 ]        |
| 10  | 313 300 000      | Karol G      | Mañana Será Bonito Tour           | 2023–2024  | 62               | 5 053 226                  | [ 12 ]        |
| 11  | 305 158 363      | Madonna      | The MDNA Tour                     | 2012       | 88               | 3 467 709                  | [ 13 ]        |
| 12  | 280 000 000      | Celine Dion  | Taking Chances World Tour         | 2008–2009  | 131              | 2 137 405                  | [ 14 ]        |
| 13  | 256 084 556      | Beyoncé      | The Formation World Tour          | 2016       | 49               | 5 226 215                  | [ 15 ]        |
| 14  | 250 400 000      | Taylor Swift | The 1989 World Tour               | 2015       | 85               | 2 945 882                  | [ 16 ]        |
| 15  | 229 100 000      | Beyoncé      | The Mrs. Carter Show World Tour   | 2013–2014  | 132              | 1 735 606                  | [ 17 ] [ 18 ] |
| 16  | 227 400 000      | Lady Gaga    | The Monster Ball Tour             | 2009–2011  | 203              | 1 118 227                  | [ 6 ]         |
| 17  | 227 247 141      | Madonna      | The Celebration Tour              | 2023–2024  | 80               | 2 840 589                  | [ 19 ]        |
| 18  | 204 000 000      | Katy Perry   | Prismatic World Tour              | 2014–2015  | 151              | 1 350 993                  | [ 20 ]        |
| 19  | 202 200 000      | A-Mei        | Utopia World Tour                 | 2015–2017  | 104              | 1 944 230                  | [ 21 ]        |
| 20  | 200 000 000      | Cher         | Living Proof: The Farewell Tour ‡ | 2002–2005  | 325              | 615 385                    | [ 23 ]        |

## Turnês de maior bilheteria porgirl groups

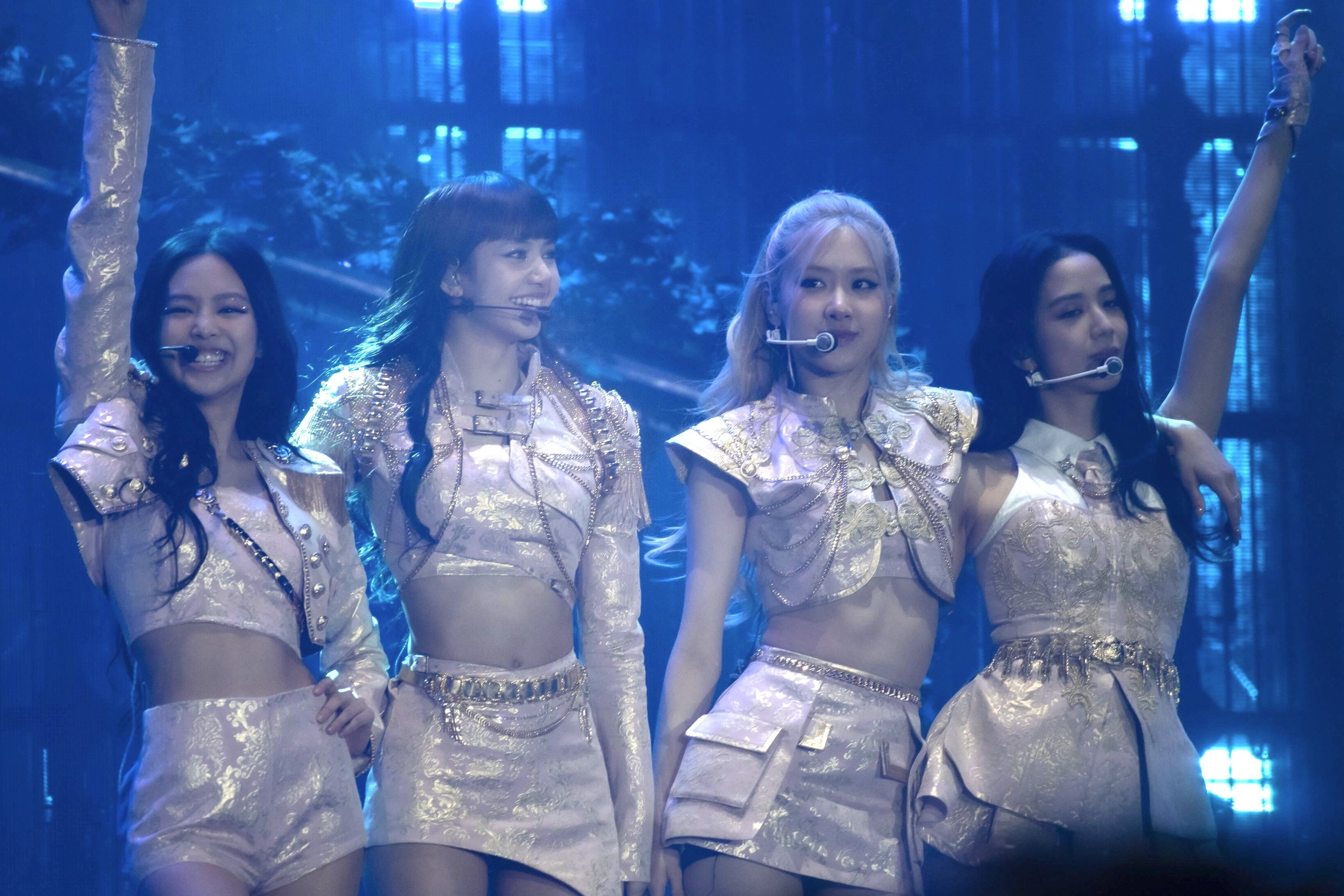
Blackpink durante a Born Pink World Tour
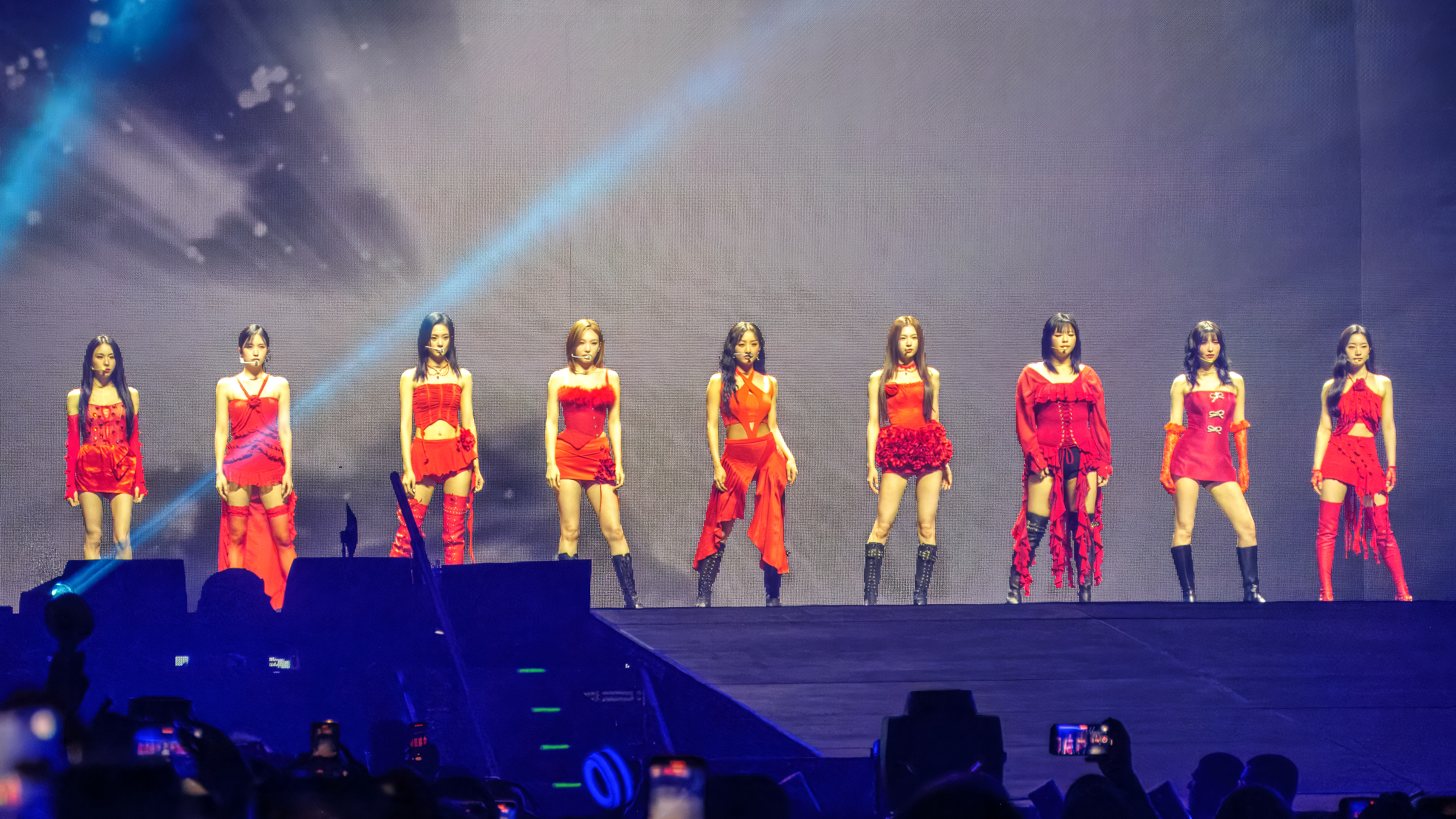
Twice durante a Ready to Be World Tour
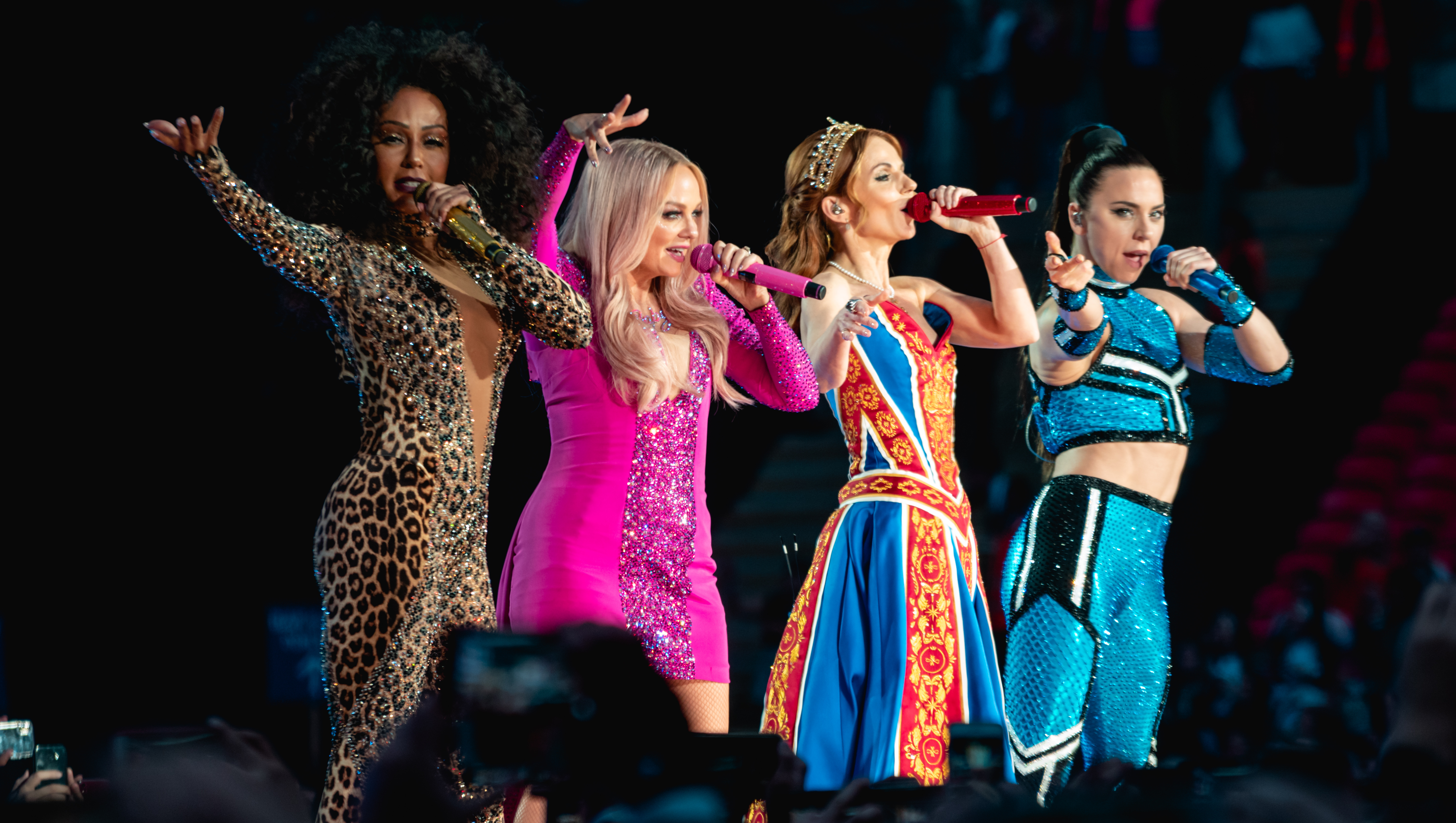
Spice Girls durante a Spice World – 2019 Tour

| N.º | Receita (em US$) | Artista     | Turnê                         | Ano(s)    | N.º de concertos | Arrecadação média (em US$) | Ref.          |
| --- | ---------------- | ----------- | ----------------------------- | --------- | ---------------- | -------------------------- | ------------- |
| 1   | 148 300 000      | Blackpink   | Born Pink World Tour          | 2022–2023 | 29               | 5 113 793                  | [ 25 ]        |
| 2   | 78 400 000       | Twice       | Ready to Be World Tour        | 2023–2024 | 23               | 3 408 696                  | [ 24 ] [ 26 ] |
| 3   | 78 203 580       | Spice Girls | Spice World – 2019 Tour       | 2019      | 13               | 6 015 660                  | [ 27 ]        |
| 4   | 70 100 000       | Spice Girls | The Return of the Spice Girls | 2007–2008 | 45               | 1 491 489                  | [ 27 ]        |
| 5   | 64 200 000       | The Chicks  | Top of the World Tour         | 2003      | 73               | 879 452                    | [ 28 ]        |
| 6   | 60 000 000       | Spice Girls | Spiceworld Tour               | 1998      | 41               | 618 557                    | [ 29 ]        |
| 7   | 56 756 285       | Blackpink   | In Your Area World Tour       | 2018–2020 | 36               | 1 576 563                  | [ 30 ]        |

## Turnês de maior bilheteria por década

### Década de 1980

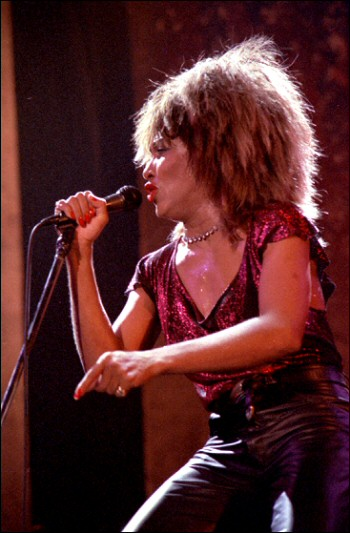
Tina Turner durante a Private Dancer Tour
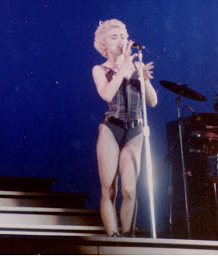
Madonna durante a Who's That Girl World Tour

| N.º | Receita (em US$) | Artista         | Turnê                       | Ano(s)    | N.º de concertos | Ref.   |
| --- | ---------------- | --------------- | --------------------------- | --------- | ---------------- | ------ |
| 1   | 60 000 000       | Tina Turner     | Break Every Rule World Tour | 1987–1988 | 220              | [ 31 ] |
| 2   | 40 000 000       | Tina Turner     | Private Dancer Tour         | 1985      | 182              | [ 32 ] |
| 3   | 32 368 629       | Madonna         | Who's That Girl World Tour  | 1987      | 38               | [ 35 ] |
| 4   | 20 100 000       | Whitney Houston | Moment of Truth World Tour  | 1987–1988 | 89               | [ 34 ] |

### Década de 1990

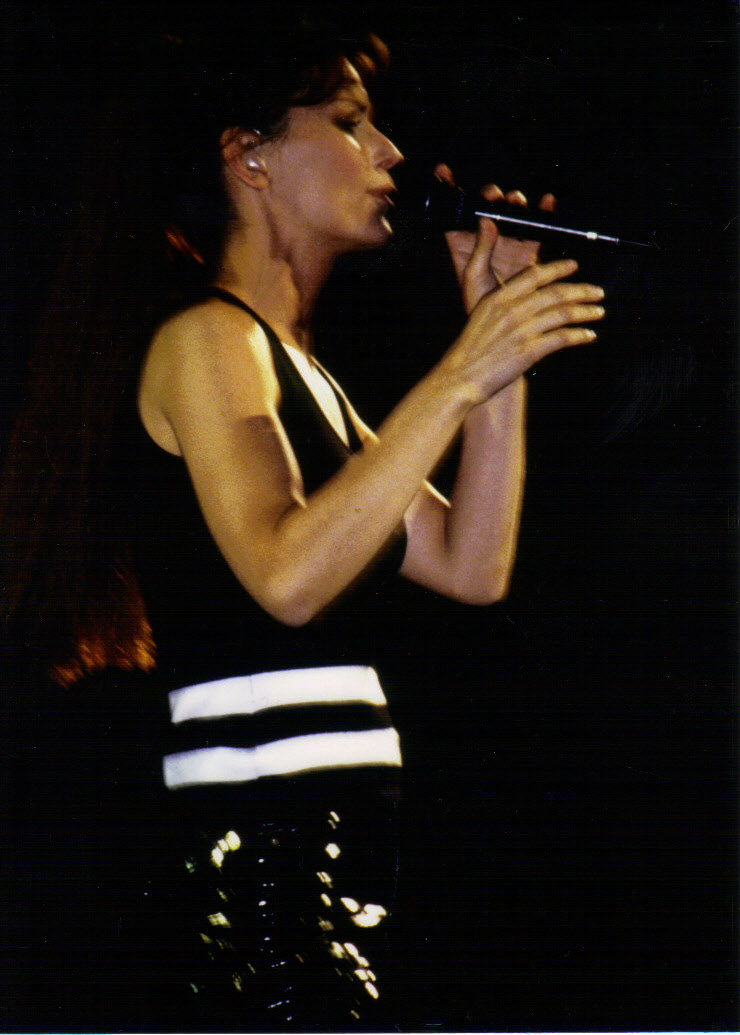
Shania Twain durante a Come On Over Tour
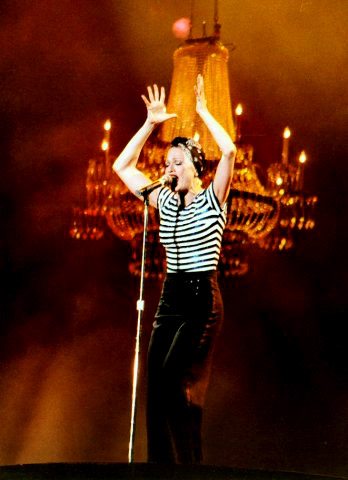
Madonna durante a The Girlie Show
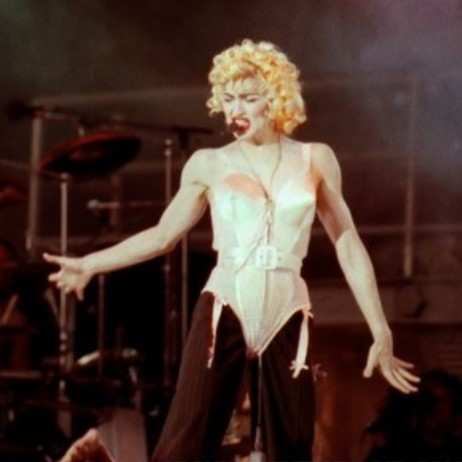
Madonna durante a Blond Ambition World Tour

| N.º | Receita (em US$) | Artista      | Turnê                            | Ano(s)    | N.º de concertos | Ref.   |
| --- | ---------------- | ------------ | -------------------------------- | --------- | ---------------- | ------ |
| 1   | 133 000 000      | Celine Dion  | Let's Talk About Love World Tour | 1998–1999 | 97               | [ 36 ] |
| 2   | 130 000 000      | Tina Turner  | Wildest Dreams Tour              | 1996–1997 | 255              | [ 37 ] |
| 3   | 86 000 000       | Shania Twain | Come On Over Tour                | 1998–1999 | 165              | [ 38 ] |
| 4   | 70 000 000       | Madonna      | The Girlie Show                  | 1993      | 39               | [ 33 ] |
| 5   | 62 700 000       | Madonna      | Blond Ambition World Tour        | 1990      | 57               | [ 39 ] |

### Década de 2000

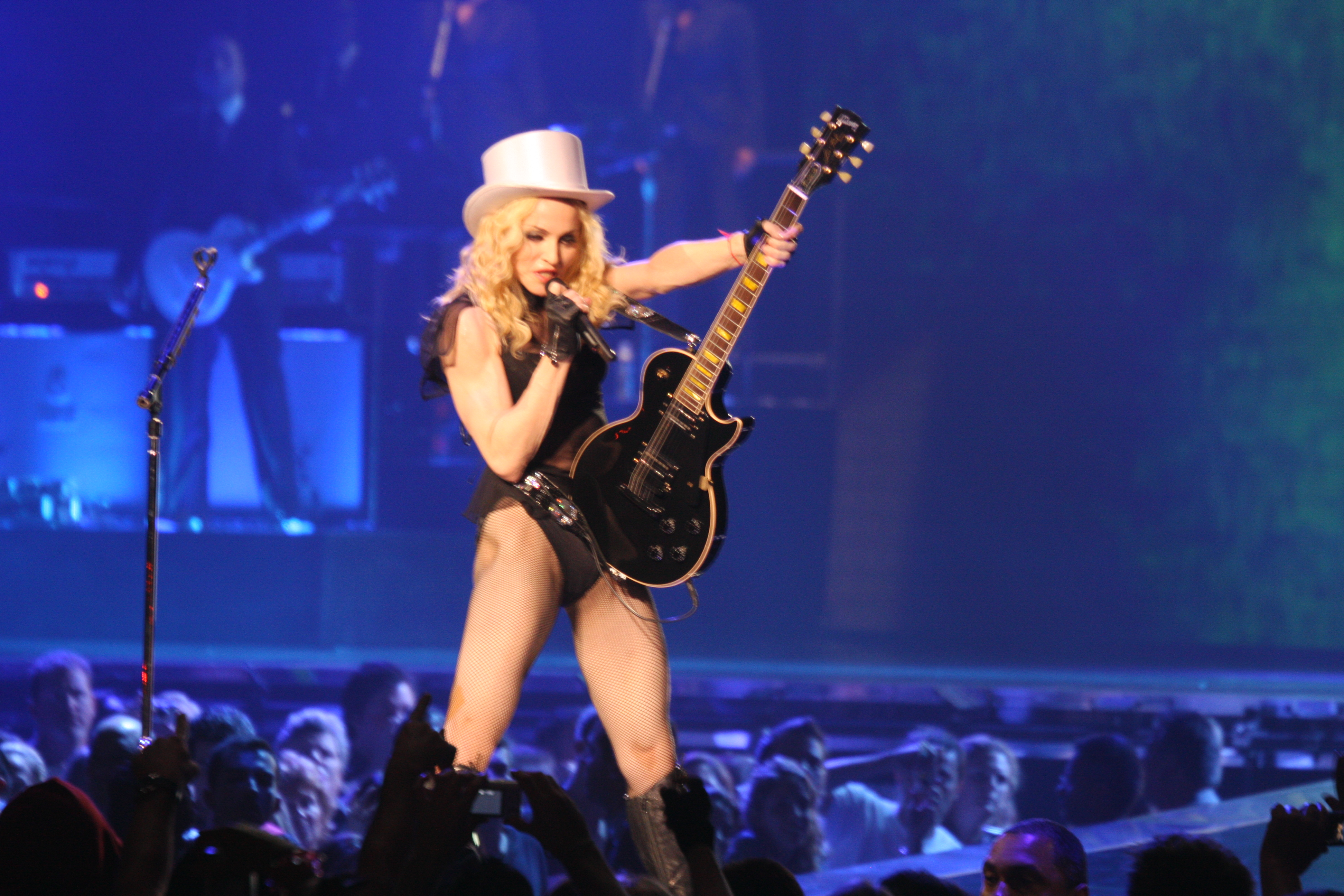
Madonna durante a Sticky & Sweet Tour
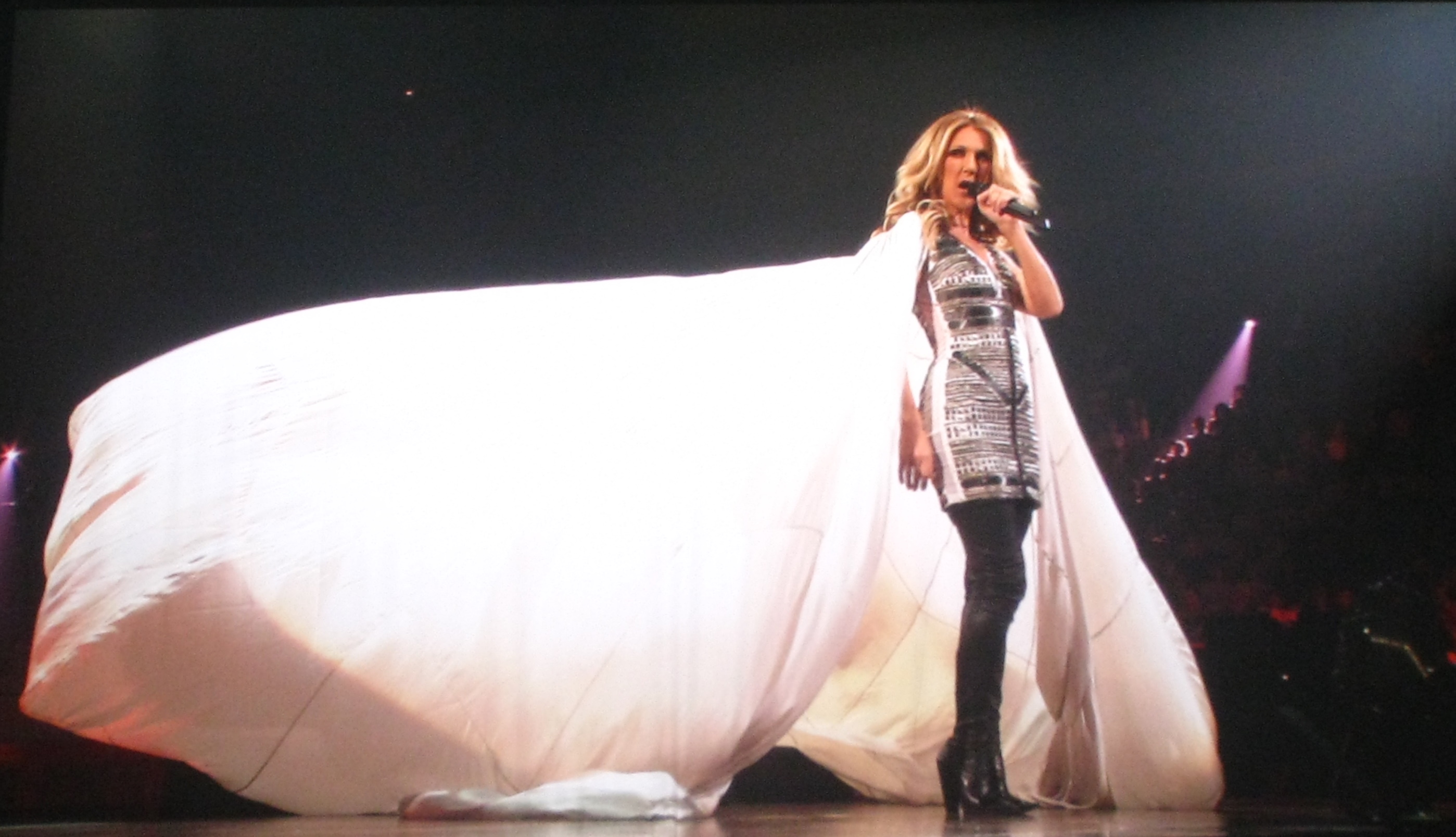
Celine Dion durante a Taking Chances World Tour
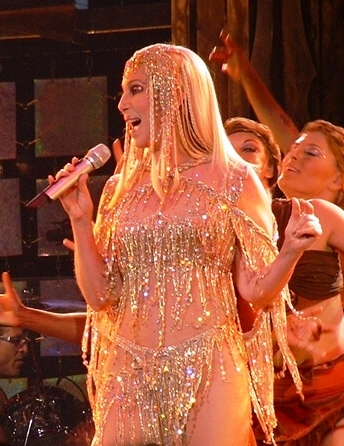
Cher durante a Living Proof: The Farewell Tour

| N.º | Receita (em US$) | Artista        | Turnê                              | Ano(s)    | N.º de concertos | Ref.   |
| --- | ---------------- | -------------- | ---------------------------------- | --------- | ---------------- | ------ |
| 1   | 411 000 000      | Madonna        | Sticky & Sweet Tour                | 2008–2009 | 85               | [ 40 ] |
| 2   | 280 000 000      | Celine Dion    | Taking Chances World Tour          | 2008–2009 | 131              | [ 14 ] |
| 3   | 200 000 000      | Cher           | Living Proof: The Farewell Tour    | 2002–2005 | 325              | [ 23 ] |
| 4   | 194 000 000      | Madonna        | Confessions Tour                   | 2006      | 60               | [ 40 ] |
| 5   | 132 500 000      | Tina Turner    | Tina!: 50th Anniversary Tour       | 2008–2009 | 90               | [ 41 ] |
| 6   | 131 800 000      | Britney Spears | The Circus Starring Britney Spears | 2009      | 97               | [ 42 ] |

### Década de 2010

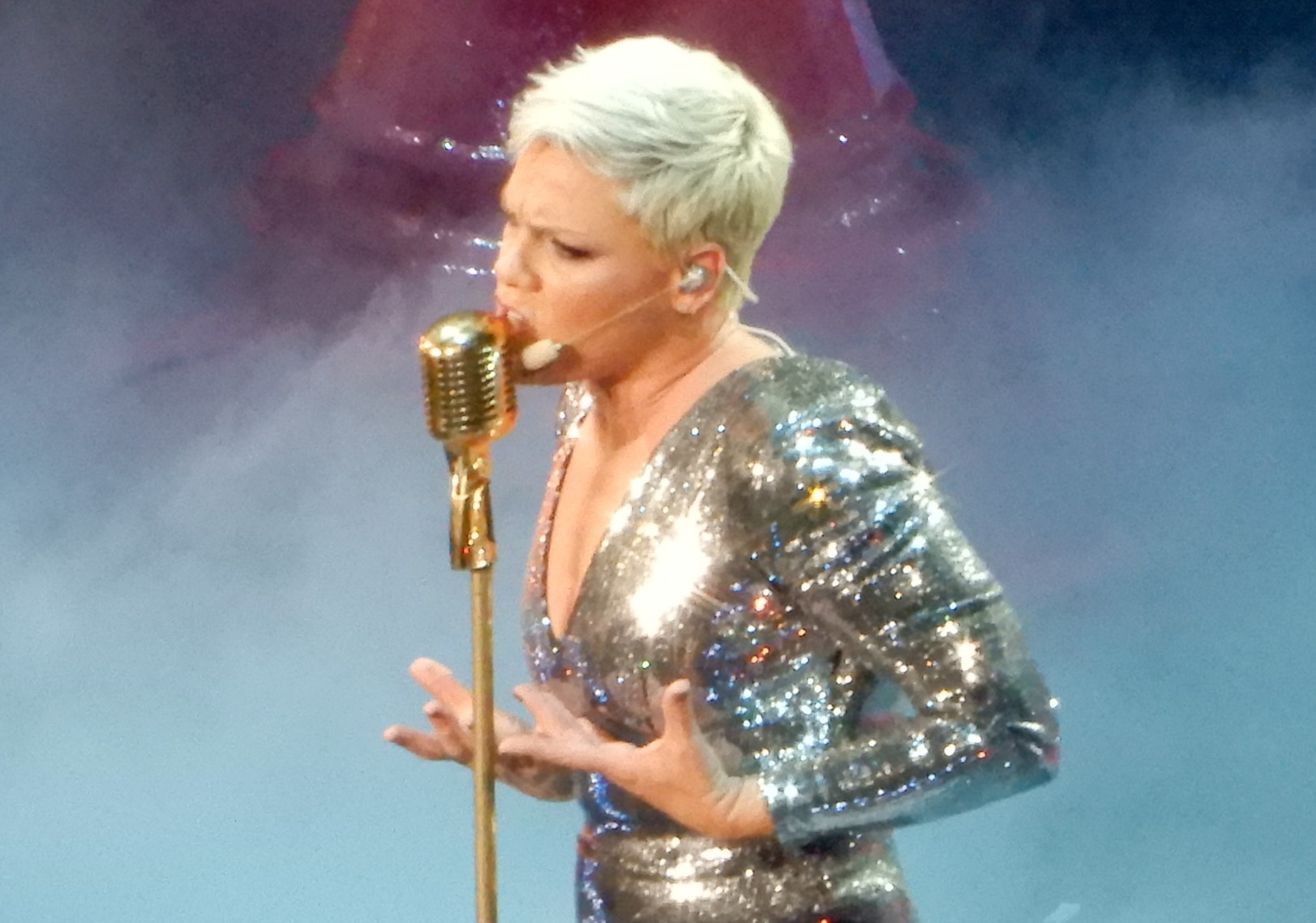
Pink durante a Beautiful Trauma World Tour
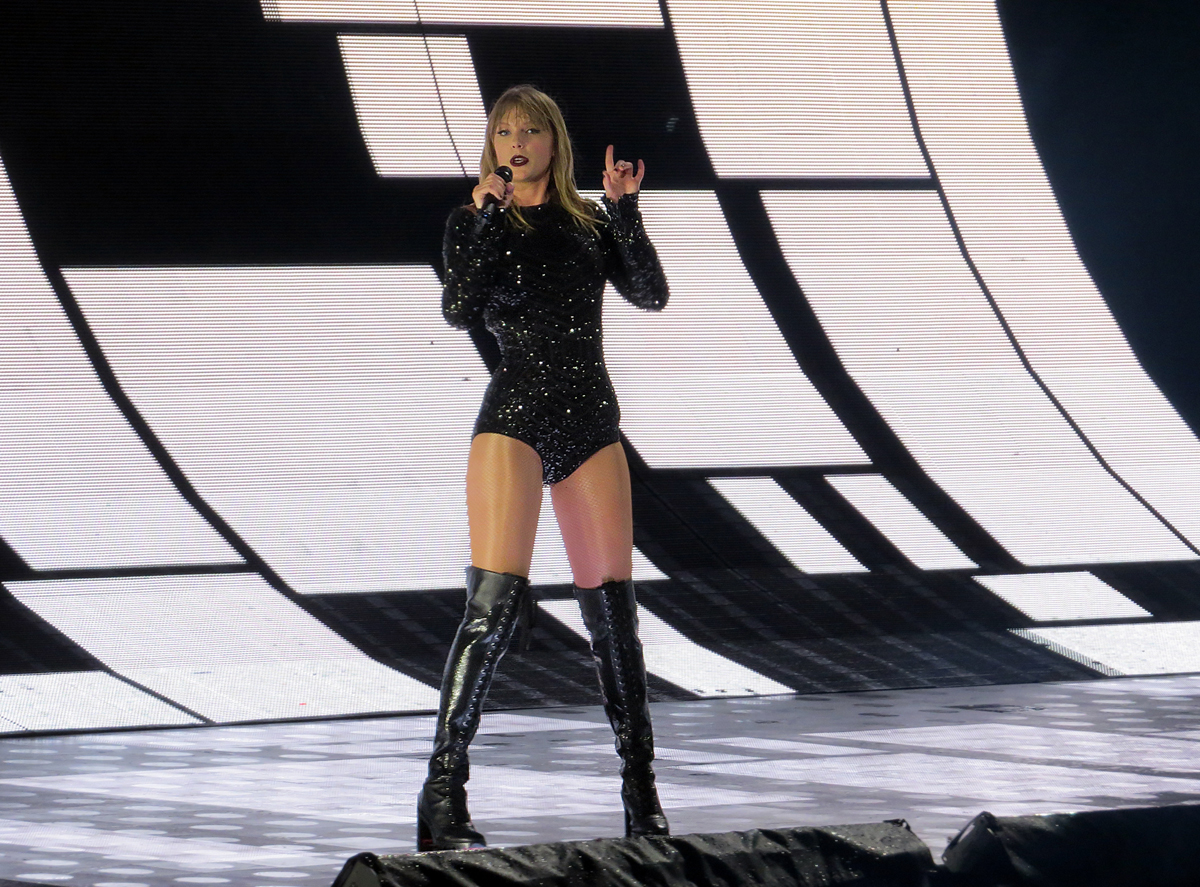
Taylor Swift durante a Reputation Stadium Tour
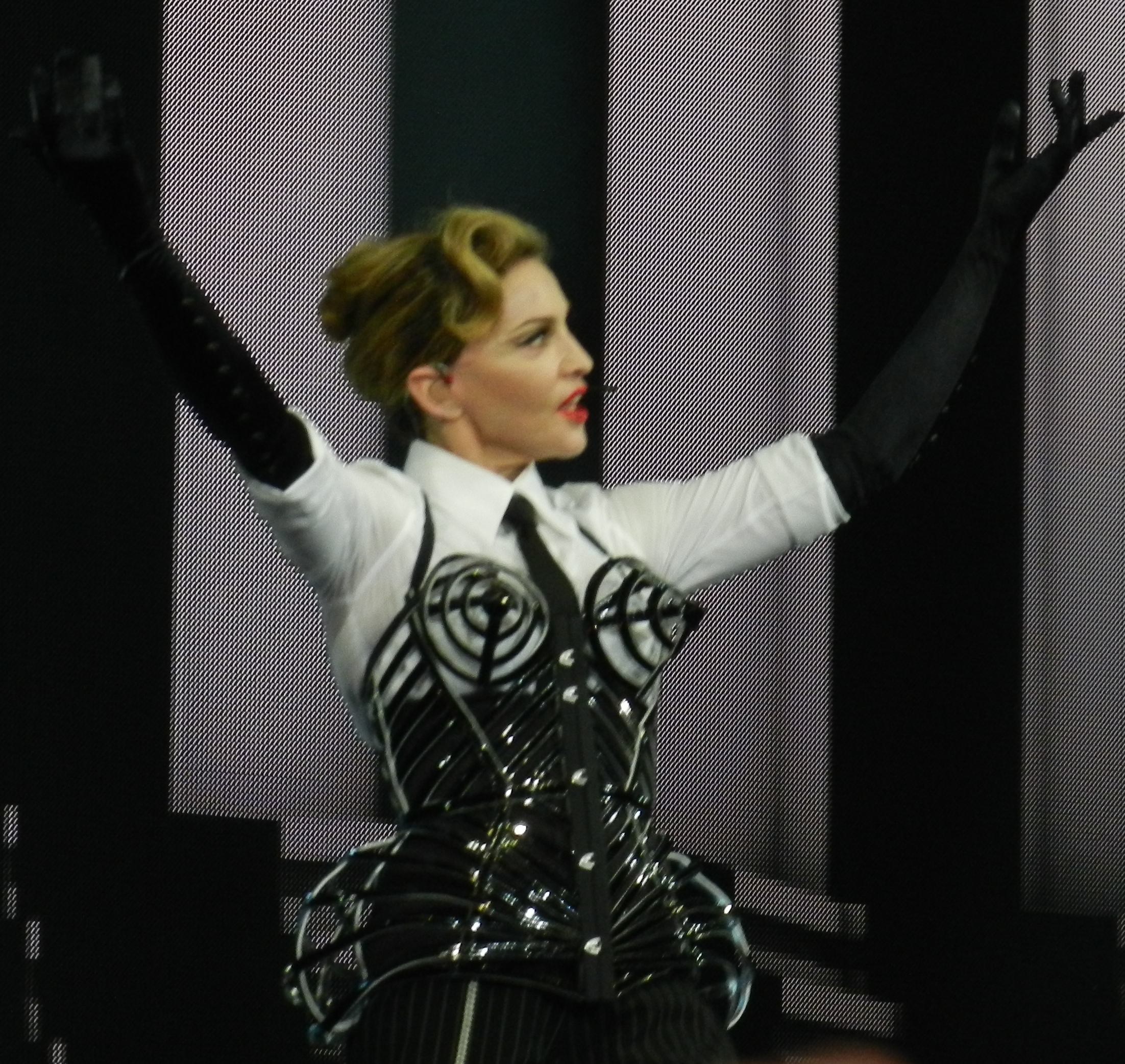
Madonna durante a The MDNA Tour

| N.º | Receita (em US$) | Artista      | Turnê                       | Ano(s)    | N.º de concertos | Ref.   |
| --- | ---------------- | ------------ | --------------------------- | --------- | ---------------- | ------ |
| 1   | 397 300 000      | Pink         | Beautiful Trauma World Tour | 2018–2019 | 156              | [ 9 ]  |
| 2   | 345 675 146      | Taylor Swift | Reputation Stadium Tour     | 2018      | 53               | [ 10 ] |
| 3   | 305 158 363      | Madonna      | The MDNA Tour               | 2012      | 88               | [ 13 ] |
| 4   | 256 084 556      | Beyoncé      | The Formation World Tour    | 2016      | 49               | [ 15 ] |
| 5   | 250 400 000      | Taylor Swift | The 1989 World Tour         | 2015      | 85               | [ 16 ] |

### Década de 2020

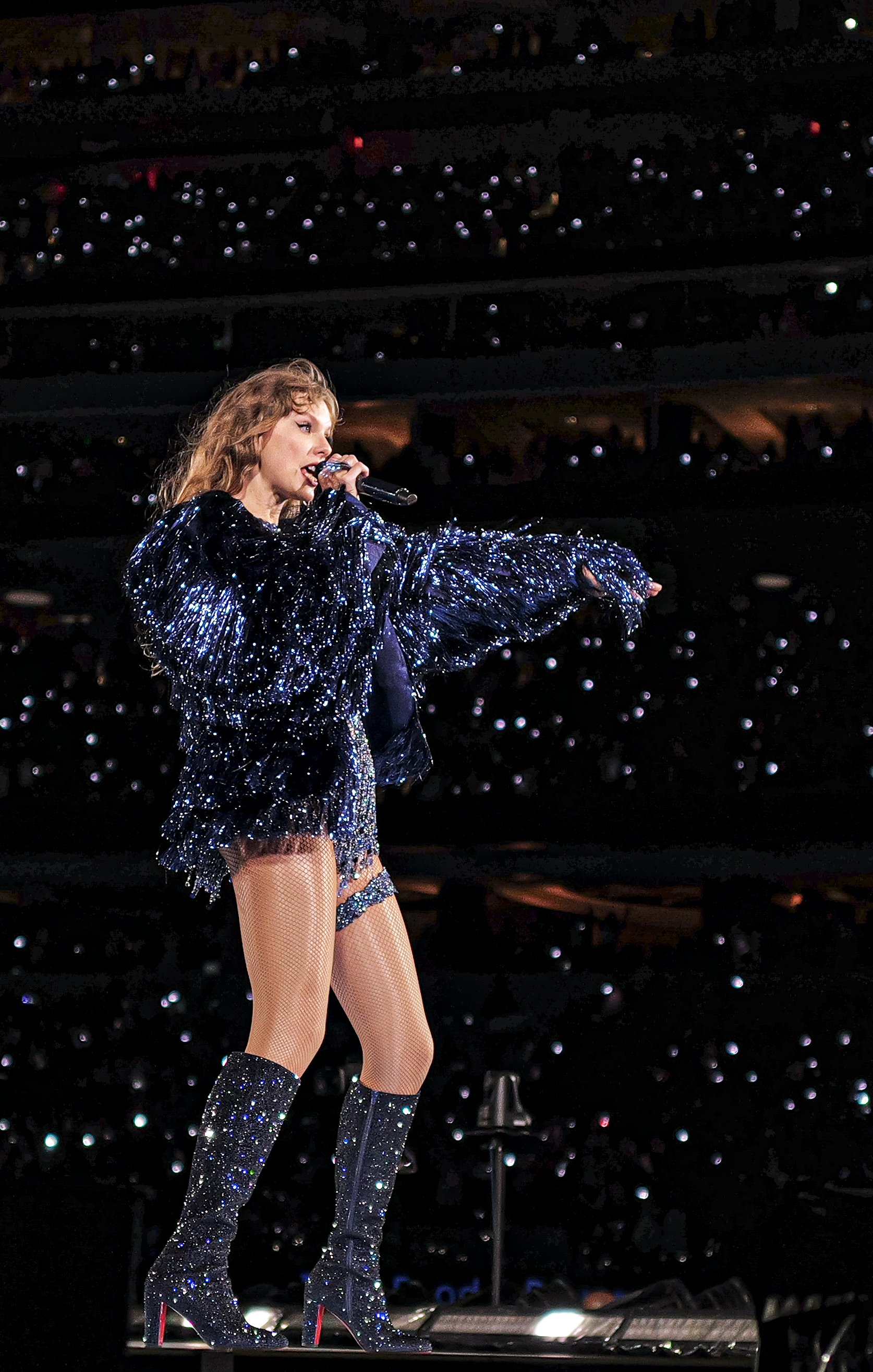
Taylor Swift durante a The Eras Tour
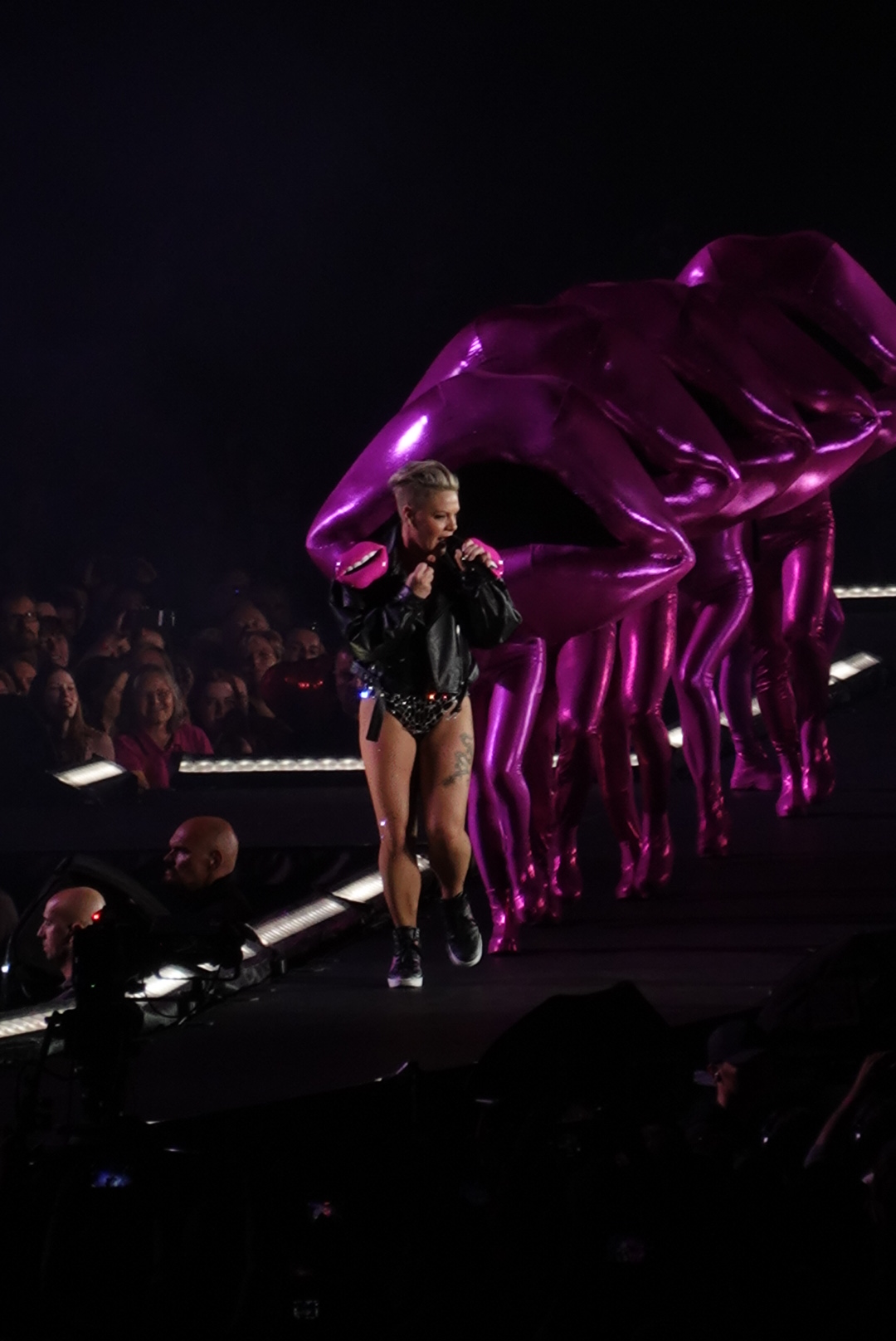
Pink durante a Summer Carnival Tour
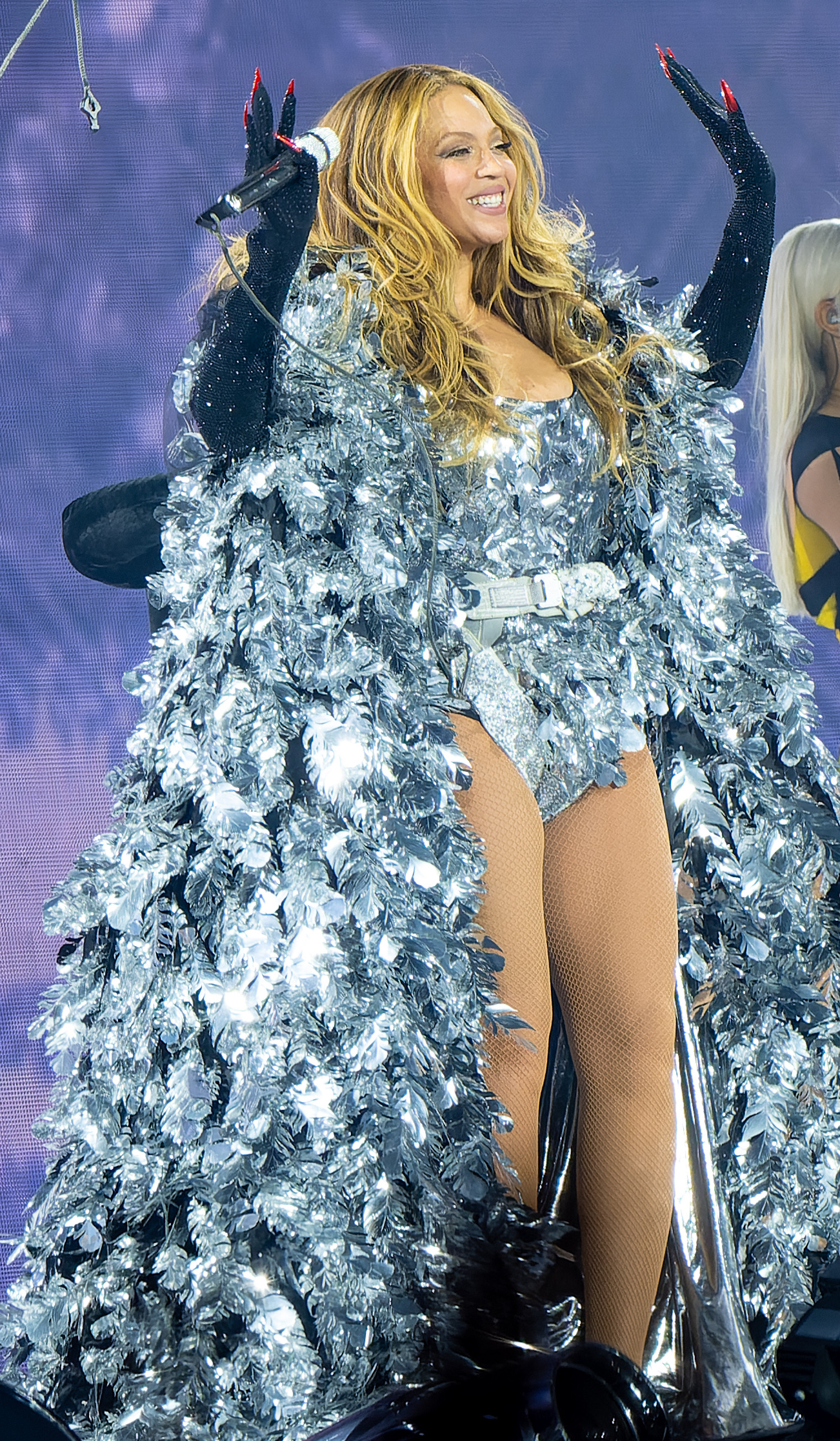
Beyoncé durante aRenaissance World Tour

| N.º | Receita (em US$) | Artista      | Turnê                  | Ano(s)    | N.º de concertos | Ref.  |
| --- | ---------------- | ------------ | ---------------------- | --------- | ---------------- | ----- |
| 1   | 2 077 618 725    | Taylor Swift | The Eras Tour          | 2023–2024 | 149              | [ 1 ] |
| 3   | 584 700 000      | Pink         | Summer Carnival        | 2023–2024 | 97               | [ 3 ] |
| 3   | 579 800 000      | Beyoncé      | Renaissance World Tour | 2023      | 56               | [ 5 ] |
| 5   | 411 000 000      | G.E.M.       | I Am Gloria World Tour | 2023–2025 | 86               | [ 6 ] |
| 4   | 407 600 000      | Beyoncé      | Cowboy Carter Tour     | 2025      | 32               | [ 4 ] |

## Turnês com a maior média de arrecadação por concerto
| Artista          | Turnê                     | Ano(s)    | N.º de concertos | Arrecadação média (em US$) |
| ---------------- | ------------------------- | --------- | ---------------- | -------------------------- |
| Taylor Swift     | The Eras Tour             | 2023–2024 | 149              | 13 943 750                 |
| Beyoncé          | Cowboy Carter Tour        | 2025      | 32               | 12 737 000                 |
| Beyoncé          | Renaissance World Tour ‡  | 2023      | 56               | 10 353 571                 |
| Karol G          | Mañana Será Bonito Tour   | 2023–2024 | 19               | 7 731 579                  |
| Taylor Swift     | Reputation Stadium Tour ‡ | 2018      | 53               | 6 522 173                  |
| Barbra Streisand | Timeless                  | 1999–2000 | 10               | 6 345 618                  |
| Pink             | Summer Carnival           | 2023–2024 | 97               | 6 027 835                  |
| Spice Girls      | Spice World – 2019 Tour   | 2019      | 13               | 6 015 660                  |
| Lady Gaga        | The Chromatica Ball       | 2022      | 20               | 5 620 000                  |
| Beyoncé          | The Formation World Tour  | 2016      | 49               | 5 226 215                  |
| Blackpink        | Born Pink World Tour      | 2022–2023 | 29               | 5 113 793                  |
| G.E.M.           | I Am Gloria World Tour †  | 2023–2025 | 86               | 4 930 233                  |
| Madonna          | Sticky & Sweet Tour       | 2008–2009 | 85               | 4 835 294                  |
| Barbra Streisand | Streisand                 | 2006–2007 | 29               | 4 120 690                  |
| Madonna          | The MDNA Tour             | 2012      | 88               | 3 467 709                  |
| Twice            | Ready to Be World Tour    | 2023–2024 | 23               | 3 408 696                  |
| Barbra Streisand | Barbra Live               | 2013      | 20               | 3 315 000                  |
| Madonna          | Confessions Tour ‡        | 2006      | 60               | 3 233 333                  |

## Turnês de maior bilheteria por ano
A Pollstar, em seus relatórios de fim de ano, não incluíram cantoras em diversos períodos, como entre 1991 e 1992, enquanto a Amusement Business apresentou dados mais abrangentes. Até 2008, a Pollstar divulgava apenas a receita de turnês realizadas na América do Norte.

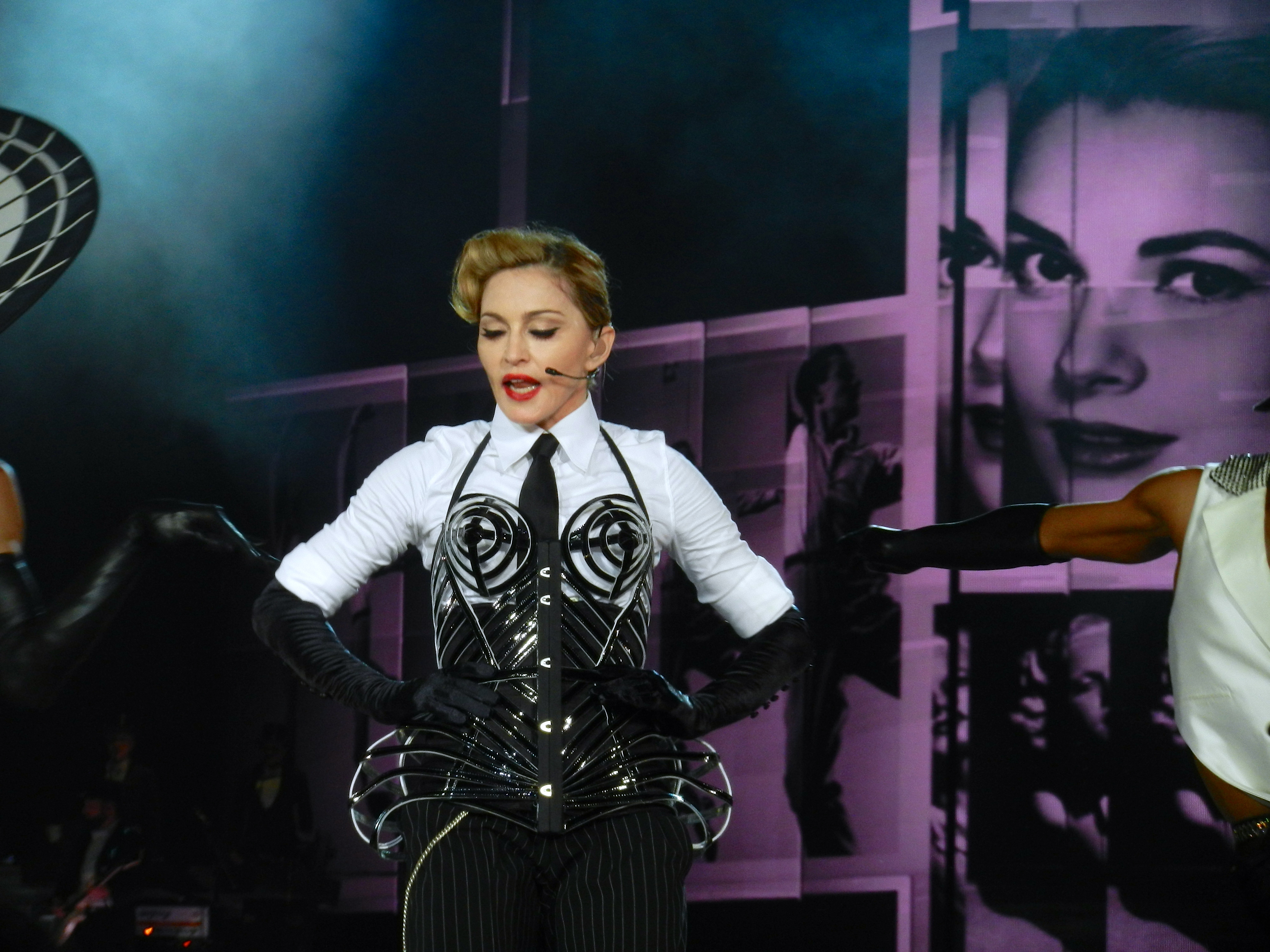
Madonna durante a The MDNA Tour, sua sexta turnê anual de maior bilheteria
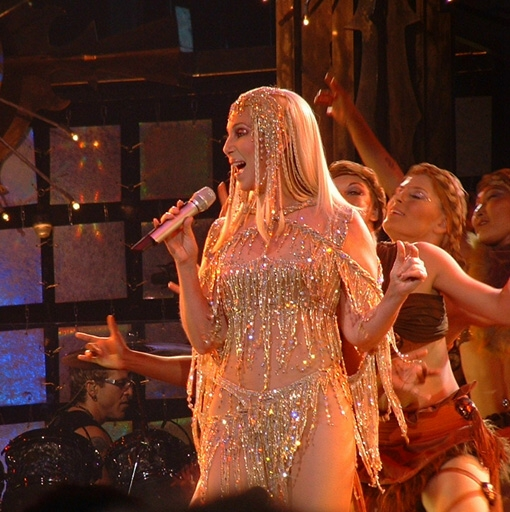
Cher durante a Living Proof: The Farewell Tour, que figurou a lista por três anos não consecutivos
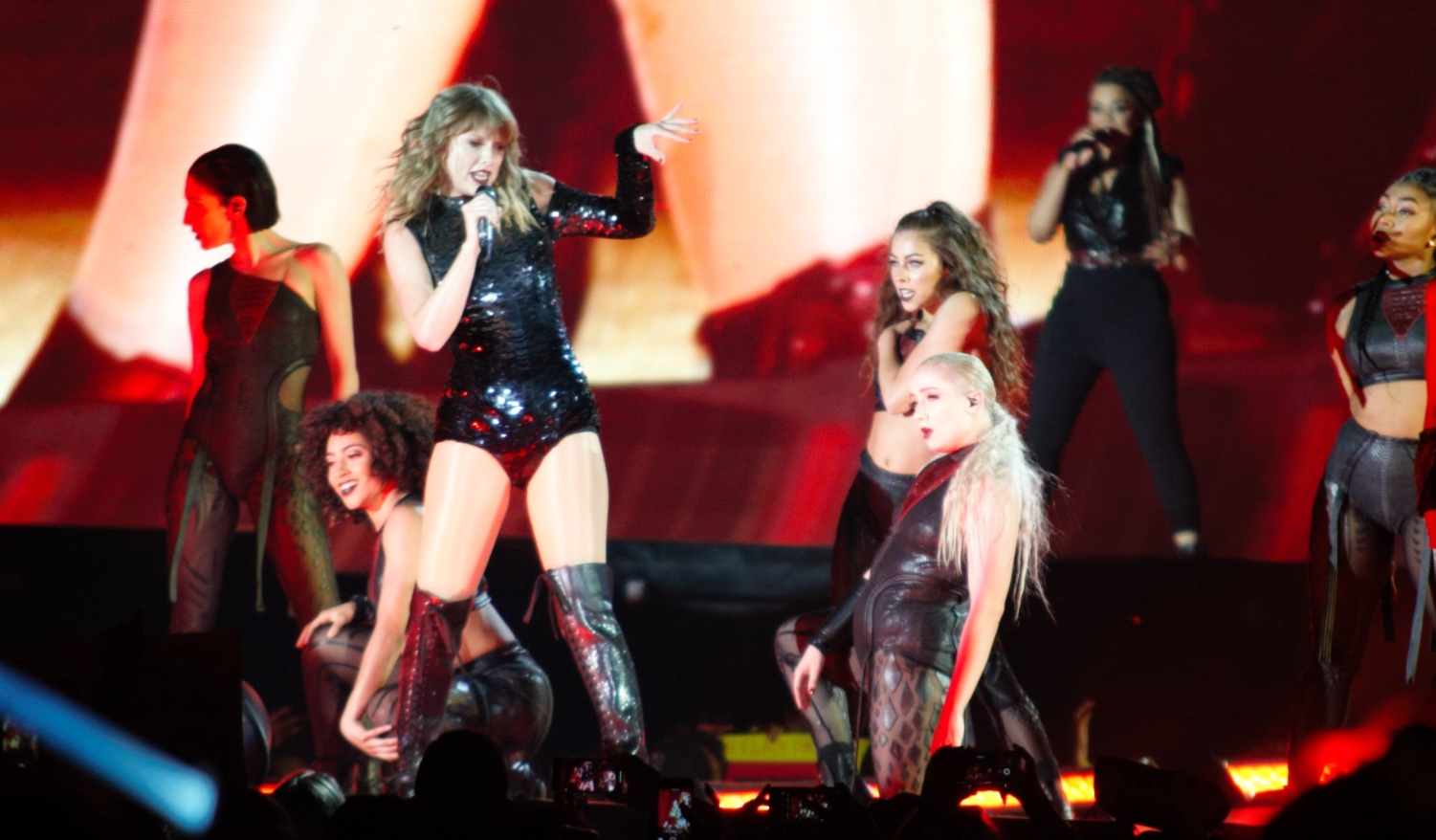
Taylor Swift durante a Reputation Stadium Tour, sua terceira turnê anual de maior bilheteria

| Ano  | Turnê                           | Receita (em US$) | Artista            | N.º de concertos | Ref.          |
| ---- | ------------------------------- | ---------------- | ------------------ | ---------------- | ------------- |
| 1987 | Moment of Truth World Tour      | 20,1 milhões     | Whitney Houston    | 89               | [ 34 ]        |
| 1990 | Rhythm Nation World Tour 1990   | 28,1 milhões     | Janet Jackson      | 89               | [ 46 ]        |
| 1994 | Barbra Streisand in Concert     | 58,9 milhões     | Barbra Streisand   | 26               | [ 47 ]        |
| 1995 | Starting Over Tour              | 27,4 milhões     | Reba McEntire      | N/D              | [ 48 ]        |
| 1996 | 20th Anniversary Tour           | 26,1 milhões     | Reba McEntire      | 86               | [ 49 ]        |
| 1997 | Wildest Dreams Tour             | 24,8 milhões     | Tina Turner        | 70               | [ 50 ]        |
| 1998 | The Velvet Rope Tour            | 32,3 milhões     | Janet Jackson      | 60               | [ 51 ]        |
| 1999 | Come On Over Tour               | 40,8 milhões     | Shania Twain       | 165              | [ 52 ]        |
| 2000 | Twenty Four Seven Tour          | 80,2 milhões     | Tina Turner        | 121              | [ 53 ]        |
| 2001 | Drowned World Tour              | 74 milhões       | Madonna            | 47               | [ 54 ]        |
| 2002 | Living Proof: The Farewell Tour | 80,1 milhões     | Cher               | 93               | [ 55 ]        |
| 2003 | Living Proof: The Farewell Tour | 76,2 milhões     | Cher               | 113              | [ 56 ]        |
| 2004 | Re-Invention World Tour         | 125 milhões      | Madonna            | 56               | [ 58 ]        |
| 2005 | Living Proof: The Farewell Tour | 27,2 milhões     | Cher               | 40               | [ 59 ]        |
| 2006 | Confessions Tour                | 195 milhões      | Madonna            | 60               | [ 60 ]        |
| 2007 | Back to Basics Tour             | 48,1 milhões     | Christina Aguilera | 63               | [ 61 ]        |
| 2008 | Sticky & Sweet Tour             | 207,5 milhões    | Madonna            | 39               | [ 62 ] [ 63 ] |
| 2009 | Sticky & Sweet Tour             | 222 milhões      | Madonna            | 46               | [ 64 ]        |
| 2010 | The Monster Ball Tour           | 133,6 milhões    | Lady Gaga          | 102              | [ 65 ]        |
| 2011 | Speak Now World Tour            | 97,3 milhões     | Taylor Swift       | 89               | [ 66 ]        |
| 2012 | The MDNA Tour                   | 296,1 milhões    | Madonna            | 67               | [ 67 ]        |
| 2013 | The Mrs. Carter Show World Tour | 188,6 milhões    | Beyoncé            | 77               | [ 17 ]        |
| 2014 | Prismatic World Tour            | 153,3 milhões    | Katy Perry         | 66               | [ 18 ]        |
| 2015 | The 1989 World Tour             | 250,4 milhões    | Taylor Swift       | 53               | [ 68 ]        |
| 2016 | The Formation World Tour        | 256,4 milhões    | Beyoncé            | 46               | [ 69 ]        |
| 2017 | Celine Dion Live 2017           | 101,2 milhões    | Celine Dion        | 29               | [ 70 ]        |
| 2018 | Reputation Stadium Tour         | 345,1 milhões    | Taylor Swift       | 36               | [ 71 ]        |
| 2019 | Beautiful Trauma World Tour     | 215,2 milhões    | Pink               | 59               | [ 72 ] [ 73 ] |
| 2020 | Courage World Tour              | 71,2 milhões     | Celine Dion        | 27               | [ 74 ]        |
| 2021 | 2021 World Tour                 | 29,4 milhões     | Alanis Morissette  | 33               | [ 75 ]        |
| 2022 | The Chromatica Ball             | 112,4 milhões    | Lady Gaga          | 20               | [ 76 ]        |
| 2023 | The Eras Tour                   | 1,039 bilhão     | Taylor Swift       | 60               | [ 77 ]        |
| 2024 | The Eras Tour                   | 1,043 bilhão     | Taylor Swift       | 80               | [ 78 ]        |
| 2025 | Cowboy Carter Tour              | 407,6 milhões    | Beyoncé            | 32               | [ 4 ]         |